# Parafia św. Józefa Oblubieńca w Boćkach
Parafia św. Józefa Oblubieńca i św. Antoniego z Padwy w Boćkach - rzymskokatolicka parafia należąca do dekanatu bielskiego, diecezji drohiczyńskiej, metropolii białostockiej. Erygowana 13 kwietnia 1513.

## Obszar parafii

### Miejscowości i ulice
W granicach parafii znajdują się miejscowości:

- Andryjanki,
- Boćki,
- Dubno,
- Dydule,
- Dziecinne,
- Hawryłki,
- Jakubowskie,
- Knorydy,
- Krasna Wieś,
- Mokre,
- Nurzec,
- Olszewo,
- Pasieka,
- Starowieś,
- Szumki,
- Wandalin,
- Wiercień,
- Wygonowo
- Wylan.